# Потанин, Григорий Николаевич
Григо́рий Никола́евич Пота́нин (21 сентября [3 октября] 1835, Ямышевская крепость — 30 июня 1920, Томск) — русский исследователь, занимавшийся комплексными исследованиями Северной и Центральной Азии. Общественный деятель, один из основателей и крупнейший идеолог сибирского областничества.
Действительный член Императорского Русского географического общества (ИРГО). Почётный член ЗСОИРГО. Почетный член совета Томского технологического института (1905, утвержден в 1917). Почетный гражданин г. Томска (1915). Почетный гражданин Сибири (1918). Правитель дел Восточно-Сибирского отдела Русского географического общества (1887—1890).

## Биография

### Происхождение
Род Потаниных отсчитывает свою историю с XVII в., его основателем был тарский пеший казак Потанка (Потап), служивший под началом атамана Власа Калашникова.
По одной из версий, прадед его, городовой казак города Тары Иван Андреевич Потанин, в 1755 году вместе с братьями был переведён из Тары на новую Сибирскую оборонительную черту — Тоболо-Ишимскую укреплённую линию, протянувшуюся от Омска до Звериноголовской станицы, вдоль солёных озёр, отчего получившую наименование «Горькая линия». По воспоминаниям, его дед Илья Иванович (по другим сведениям — Андреевич), «дослужившийся до чина сотника, приобрёл большое богатство; у него были огромные табуны лошадей и несметное число баранов, которые были рассеяны по всей степи…». Был женат на Степаниде Степановне Крюковой от которой имел пятерых детей, младший из которых Николай был отцом Г. Н. Потанина.
Кроме того, известно, что муж тети Григория Потанина по матери, Ф. К. Зибберштейн, окончил Виленский университет и служил военным врачом при Омском военном гарнизоне. В 1825 году врач Зибберштейн в составе военного отряда отправился в Старший жуз, где вел подробные дневники, в которых описывал всё, встречающееся на его пути, наиболее детально останавливаясь на описаниях природы.

### Ранние годы (1835—1846)
Родился в Ямышевской крепости — сторожевом укреплении Иртышской линии Омской области (ныне — село Ямышево, Павлодарская область Казахстана) в семье офицера Сибирского Линейного казачьего войска. Однако детство провел в станицах Пресновской и Семиярской. При жизни Потанина датой его рождения считалось 21 сентября, что подтверждается многочисленными поздравлениями и опубликованными статьями. Однако в 1916 г. была опубликована выписка из метрической книги ямышевской церкви за 1835 год, в которой крестили новорожденного Григория Потанина. Согласно записи, в сентябре «двадцать второго числа Баян-Аульского округа отрядного начальника Есаула Николая Ильина Потанина и законной жены его Варвары Филипповой родился сын Григорий». Восприемниками были «Линейного сибирского батальона № 7-го штаб лекарь Николай Васильевич Петровский, Томской области штаб лекаря Фаус Карловна Зыберштейна жена Филисада Филиппова». Это доказывает, что днем рождения Потанина было 22 сентября по старому стилю. В связи с переходом с Юлианского на Григорианский календарь к событиям, происходившим с 1 марта 1800 по 29 февраля 1900 г. необходимо прибавлять 12 дней, несмотря на это, в России укоренилась традиция прибавлять к датам 13 дней, ввиду чего появились многочисленные разночтения. Отсюда и возникают разные даты рождения Потанина, всплывающие в многочисленных источниках, называются как второе октября, так и третье и четвёртое. Из всего перечисленного следует, что датой рождения Потанина верно считать 3 октября.
Его отец — Николай Ильич Потанин, есаул, начальник Баянаульского округа Омской области, вскоре после рождения сына, в 1836 году, по стечению обстоятельств был разжалован из офицеров в рядовые казаки и арестован, а мать, Варвара Филипповна Потанина (ур. Трунина) умерла 24 февраля 1839 года. Пяти лет от роду Григорий был взят в семью родного дяди — есаула Дмитрия Ильича Потанина, командира казачьего полка, жившего Семиярской станице, но после скоропостижной смерти дяди в 1842 году он вернулся в станицу Пресновскую, где на четыре года стал «приёмным ребёнком» в семье командующего казачьими войсками на Иртышской укреплённой линии полковника Мориса Эллизена. Проживая в семье Эллизена он, по более поздним свидетельствам, «очутился на общем положении с детьми барского семейства». Для обучения детей был приглашен учитель, который обучил и Григория Потанина арифметике и русскому языку. А помимо этого, жена полковника Мария Эллизен сильно заботилась об образовании своих детей и выписывала для них детские книги и журналы, которые стали доступны и для Потанина.

### Кадетский корпус (1846—1852)
В 1846 году Григорий Потанин поступил на учёбу в Сибирский кадетский корпус в Омске. В тот период в корпусе преподавались: Закон Божий, русский язык, иностранные языки — французский или немецкий. А казачьих детей, к каковым относился и Григорий Потанин, обучали также татарскому языку, математике, геодезии, строительному искусству, естественной истории, основам физики и химии, истории, зоологии, географии и ботанике. Кроме того, воспитанников корпуса дополнительно обучали верховой езде, топографической съемке.

В годы учёбы Потанин читает «Историю государства российского» Н. М. Карамзина, описания путешествий французского мореплавателя Жюля Дюмон-Дюрвиля, «Записки морского офицера» В. Б. Броневского и другую литературу. Отдельно стоит сказать о влиянии сочинения российского естествоиспытателя и путешественника П. С. Палласа, о чём много позже сам Потанин вспоминал:
Страницы этой книги перенесли нас в уральские степи, на берега Яика. От этих страниц пахнуло на меня ароматом полыни и степных губоцветных; я, кажется, слышал крики летающих над рекой чеграв и ченур. Моя мечта о путешествии получила новую форму; Паллас мои морские мечты превратил в сухопутные, и, мало того, он приблизил их к той территории, где будет проходить моя жизнь и моя служба. Он опустил наши мечты на почву действительности, указал нам тесные географические рамки нашей деятельности, по крайней мере, для меня, если не для Чокана.
В период учёбы — с 1846 по 1852 гг., подружился с правнуком казахского хана Абылай-хана — кадетом Чоканом Валихановым, впоследствии известным офицером Генерального штаба Российской империи, учёным и просветителем.

### Cлужба в Сибирском казачьем войске (1852—1858)
В 1852 году, по выходе из кадетского корпуса, Григорий Потанин получил чин хорунжего, служил в казачьих войсках в Семиречье и на Алтае, а затем был переведен в Омск и прикомандирован к войсковому правлению Сибирского казачьего войска. И где бы он ни служил, он находил время и силы, чтобы записывать привлекшие его внимание народные поверья и легенды, собирать образцы восточной культуры, фиксировать собственные наблюдения над природой местного края, составлять гербарий. В 1852 г. он отправился с отрядом казаков в Семиреченскую область, где в долине р. Алматы было задумано строительство русской крепости, ставшей вскоре г. Верным (совр. Алматы). 17-летний подросток, впервые оказавшийся в новой природной и социокультурной ситуации, Потанин был ею очарован, и это чувство ещё более окрепло, когда через два года службы в Семиречье его командировали в пограничный китайский город Кульджу.
С 1856 г. он служил в войсковом правлении Сибирского казачьего войска в Омске, где ему была поручена работа с документами войскового архива. И он, по собственному признанию, выполнял поручение с большой заинтересованностью и «успел пересмотреть архив от 1645 по 1755 год». В этой работе проявились способности к научной работе и необычайное трудолюбие Г. Н. Потанина. Ведь ему понадобилось прочитать огромный массив рукописных текстов XVIII в. и отобрать нужные. При этом он вручную переписывал документальные тексты в двух экземплярах, один передавал в войсковое правление, другой оставлял себе.
Пока он жил в Омске, ему посчастливилось встретиться и поговорить с видным географом-путешественником, исследователем Тянь-Шаня П. П. Семёновым (впоследствии вице-председателем Императорского Русского географического общества, заслуги которого перед российской наукой были отмечены добавлением к его фамилии «Тян-Шанский»). Впоследствии Потанин вспоминал, как П. П. Семёнов «пересмотрел гербарий, составленный… в долине Чарыша, причем удивил тем, что он мог каждому растению дать латинское название». Он показывал свои записки, «учил работать, настаивал на экономии времени, советовал не зарываться в мелочах, останавливаться на более важном». Молодой человек увидел в нём «представителя богатого культурного мира», заронившего в его душу мечту об университете и о дальних путешествиях. Не без трудностей Григорий Потанин вышел в отставку и начал сборы в Петербург.
Однако, несмотря на горячее желание и протекторат П. П. Семёнова, путь в университет для Потанина был закрыт. Это было вызвано тем, что Потанин был не волен сам распоряжаться своей судьбой, поскольку находился на военной службе и только с разрешения атамана войсковой врач Войткевич придумал Потанину грыжу, которая мешает ездить верхом на лошади.

### Университет (1859—1861)
В продолжение трех лет Григорий Потанин состоял вольнослушателем естественно-исторического отделения физико-математического факультета Петербургского университета, увлеченно занимался самообразованием. Слушал лекции доктора ботаники, профессора А. Н. Бекетова, а кроме того, посещал занятия профессоров истории К. Д. Кавелина и Н. И. Костомарова, дружески общался с художниками Песковым, Джогиным и Шишкиным. В годы обучения Потанин постоянно просвещался, знакомился с художественной жизнью Петербурга, посещал выставки, часто ходил в музеи в том числе в Эрмитаж.
Во время учёбы в университете Потанин каждое лето совершал поездки по европейской части России. Побывал у родственников в Рязанской губернии, в Калуге. Летом 1860 года побывал по приглашению Ивана Шишкина на Валааме, где тот с другим петербургским художником писал этюды. И везде наблюдал и много позже с любовью вспоминал природные виды. На третье лето 1861 года Потанин запланировал ботанические экскурсии, результатом которых становилось собрание гербарных образцов. По собственному свидетельству, он «составил маленькое собрание книг по ботанике», читал учебники. По совету П. П. Семёнова Потанин купил книгу Ледебура «Florarossica» и в ней отыскивал названия встречающихся растений. Первую поездку Потанин совершил в Калужскую губернию, именно её можно назвать первой потанинской экспедицией. Потанин со своим товарищем Иваном Куклиным поселились в деревне Воровой на берегу Оки. Неподалёку от деревни находился лес, который носил название Хвошки, в который Потанин и совершал экскурсии почти каждый день и приносил большую охапку растений. Он садился за работу, разбирал собранные растения и отыскивал их названия в книге Ледебура. Работая с Ледебуром Потанин, по сути, учился атрибуции растений, «легко и без труда» определяя то или иное растение, однако встречались и трудности, например растение, которое Потанин именует манжеткой, он не мог определить в течение нескольких дней, ввиду отсутствия лепестков у собранных экземпляров. О результатах поездки можно судить по высказываниям Г. Н. Потанина в письме Н. С. Щукину от 20 декабря 1861 года: «Еще одна такая практика, и я мог бы совершить ботаническое путешествие не без результатов для науки». А после добавил: «Какой у меня гербарий теперь — целый диван под крышкой завален им». И это не было преувеличением или похвальбой, материалы первой потанинской экспедиции были введены в науку. Как это произошло, Г. Н. Потанин сам достаточно подробно описал: возвращаясь из Калужской губернии, он остановился в Москве и посетил московского ботаника Н. И. Анненкова, с которым поддерживал научные контакты ещё до поездки в деревню Воровую. Потанин представил Анненкову две большие пачки растений, по дороге, из-за тяжести груза Потанину приходилось "останавливаться, класть гербарии на тротуар и отдыхать. По сведениям Н. И. Анненкова, опубликованным в его «Ботаническом словаре» (СПб., 1878), авторству Потанина принадлежит статья «Названия растений Калужской губ., (деревни Воровой, принадлежащей к Гамаюнской вотчине, 5 верст выше Калуги, на правом берегу Оки)».
Университетские занятия Григорий Потанина были прерваны осенью 1861 года, когда в числе других студентов он был арестован и некоторое время содержался в Петропавловской крепости.

### Годы учёбы, политическая деятельность (1858—1874)
По приезде в Томск в 1858 году познакомился с революционером-анархистом М. А. Бакуниным и по его совету, примкнув к промышленному каравану, следовавшему в Санкт-Петербург, осуществил свою давнюю мечту — поехать учиться в Петербургском университете.
В 1863—1864 годах по рекомендации учёного-географа П. П. Семёнова-Тян-Шанского принял участие в экспедиции астронома Карла Струве на озеро Зайсан, в верховья реки Иртыш и на хребет Тарбагатай, во время которой исследовал рыболовство и собрал обширную ботаническую коллекцию.
В 1865 году был назначен секретарём губернского статистического комитета в Томске, преподавал в мужской и женской гимназиях города, сотрудничал в «Томских губернских ведомостях».
В мае- ноябре 1865 года в Омске было проведено расследование о появлении неких прокламаций, которое стало широко известно как «Дело о сибирском сепаратизме». Потанин был в числе арестованных по этому делу «Общества независимости Сибири». Он был привлечён к суду по обвинению в стремлении отделить Сибирь от России. 15 мая 1868 года, после трёхлетнего заключения в гауптвахте Омской крепости, Потанин был подвергнут гражданской казни, затем был отправлен на каторгу в Свеаборг, для отбывания 5-летнего срока. Там Потанин находился до ноября 1871 года, после чего был отправлен в Тотьму. После отбытия наказания был выслан в город Никольск Вологодской губернии.
В 1874 году по ходатайству Императорского Русского географического общества (ИРГО) Потанин был амнистирован.

### Научные экспедиции (1876—1899)
Главными научными достижениями Г. Н. Потанина стали результаты его пяти научно-исследовательских экспедиций в Центральную и Восточную Азию, которые он возглавлял и осуществил по поручению Русского географического общества в период с 1876 по 1899 год.
- 1876—1878 гг. — Первая (Монгольская) экспедиция в северо-западную Монголию, в составе которой были также его супруга — этнограф А. В. Потанина, зоолог М. М. Березовский и топограф П. А. Рафаилов. Пройдя на восток от озера Зайсан, экспедиция пересекла Монгольский Алтай и достигла Кобдо в Западной Монголии. В ходе экспедиции была исследована ранее неизведанная европейской науке страна, собраны богатейшие сведения по ряду научных отраслей[28].
- 1879—1880 гг. — Вторая (Монголо-Тувинская) экспедиция, в составе которой натуралист и географ А. В. Адрианов и топограф П. Д. Орлов. Началась она в июне 1879 года из села Кош-Агач походом на восток к озеру Убсу-Нур, закончилась в 1880 в Иркутске[29]. Результаты этой экспедиции подготовлены Г. Н. Потаниным и были опубликованы в издании РГО «Очерках северо-западной Монголии», вышедших в 1883 году.
- 1884—1886 гг. — Китайско-Тибетская (Ганьсуйская) экспедиция, в составе — топограф А. И. Скасси, зоолог M. M. Березовский и этнограф А. В. Потанина. Экспедиция охватила две северные провинции Китая и Ордос, дошла до Ганьсу к концу 1884 года, затем в 1885 — изучение восточной окраины Тибета; обратный путь — в 1886 году через хребет Наньшань и всю центральную Монголию. Материалы экспедиции изданы РГО в 1893 году в сборнике «Тангутско-тибетская окраина Китая и центральная Монголия»[30].
- 1892—1893 гг. — Вторая Китайско-Тибетская экспедиция для изучения восточной окраины Тибета, в составе — зоолог и этнограф M. M. Березовский, геолог В. А. Обручев и этнограф А. В. Потанина, которая неожиданно в дороге тяжело заболела и скончалась, из-за чего Г. Н. Потанину пришлось прервать свой путь. Его спутники — Березовский и Обручев, каждый самостоятельно, продолжили работы в Центральной Азии.
- 1899 год — Экспедиция на Cеверо-восток Китая (ныне автономный район Внутренняя Монголия) и на восток Монголии — по исследованию вулканического горного массива Большой Хинган[31]

В результате этих экспедиций были получены обширные сведения по географии до этого мало известных и неизученных областей Центральной Азии, собраны большой гербарий и зоологические коллекции. Им были собраны ценные материалы по культуре, быту и народному творчеству, истории эпоса народов, населяющих Сибирь, Центральную Азию, Китай.

### Томский период жизни (1902—1920)
В 1902 году Г. Н. Потанин окончательно поселился в Томске. Приехав в город по приглашению П. В. Вологодского, сначала остановился у него на квартире (Ефремовская улица, ныне — Бакунина, д. 18). Жил на улице Преображенской (ныне — Дзержинского) во флигеле, по соседству с В. В. Ревердатто — д. 22 и А. В. Адриановым — д. 24. В 1919 году жил на Офицерской улице в доме Ф. К. Зобнина (ныне — улица Белинского, д. 80).
В этот период жизни Г. Н. Потанин участвовал во многих культурно-просветительских мероприятиях Томска, возглавлял совет Общества попечения о начальном образовании, входил в Совет томского Музея прикладных знаний и был его хранителем, организовывал Сибирский студенческий кружок, Томское общество изучения Сибири, литературно-драматическое общество, литературно-артистический кружок, разрабатывал проект создания Томского научно-художественного музея Сибири, активно выступал за создание Сибирской областной думы.
В июле 1917 года прекрасно знавший казахский язык Потанин участвовал в Первом Всекиргизском съезде в Оренбурге делегатом от Семипалатинской области и был избран делегатом на Всероссийское учредительное собрание. На этом съезде оформилась известная казахская антибольшевистская политическая партия «Алаш». Миржакип Дулатов, один из организаторов съезда, в приветственной речи называет Потанина «нашим сибирским особо почитаемым аксакалом».

### Болезнь и смерть
Известно, что в последние месяцы своей жизни Григорий Николаевич Потанин лечился в глазном отделении Американского госпиталя. В октябре — ноябре 1919 года А. Г. Агабабов оперировал Г. Н. Потанина по поводу катаракты глаза. В декабре он вновь оказался в клинике. По свидетельству А. В. Адрианова, он встретил своего старинного друга и учителя в тяжелом состоянии, о чём записал в дневнике 19 декабря 1919 года: «Он очень слаб. Улучшения, говорит, нет, все слабеет и думает, что не встанет». И продолжал далее: «Газету ему уже не читают — ему трудно слушать и усваивать». Однако деятельная натура Потанина, настроенная на работу в самых тяжелых условиях, а их в его жизни всегда было достаточно, не давала покоя. Он признавался Адрианову, что «передумывает, перебирает в памяти прошлое и что-нибудь не может вспомнить, и это забытое мучит его…». Сказал, что пытается вспомнить названия четырёх островов в Индийском океане и два названия вспомнил, а о двух других очень просил «справиться». Пребывание Г. Н. Потанина в госпитальных клиниках приобрело жизненную важность зимой 1919/20 года. В середине декабря под натиском Красной армии части 1-й Сибирской армии под командованием А. Н. Пепеляева оставили Томск, началась спешная эвакуация на восток правительственных учреждений и гражданского населения. Покидая город, сотрудники Американского Красного Креста передали весь запас больничного белья, медикаментов и продуктов в распоряжение госпитального совета университетских клиник. В условиях тифозной эпидемии и голода, охвативших Томск, только в госпитальных клиниках Г. Н. Потанин и другие пациенты могли получить хороший уход и заботу о себе. Здесь, в клиниках, Потанин, судя по всему, и провел последние месяцы своей жизни. В воспоминаниях Н. А. Тихонравовой, навестившей его незадолго до кончины, сохранились последние слова Григория Николаевича: 
Вот я умираю. Жизнь кончена. А мне жаль. Хочется ещё жить. Интересно очень. Хочется знать, что будет дальше с милой Россией…
Скончался 30 июня 1920 года в клинике Томского университета. Отпевание Григория Николаевича Потанина состоялось 3 июля 1920 года в Троицком кафедральном соборе, и оттуда похоронная процессия под теплым летним дождем направилась на кладбище Иоанно-Предтеченского женского монастыря. По свидетельству очевидца, сохранившемуся в Государственном архиве Томской области, покойный был погребен у церковной ограды с южной стороны кладбища. А когда гроб стали опускать в могилу, «молния от зенита до горизонта прорезала тучи, и прогремел гром. Под дружное пение вечной памяти гроб был опущен в могилу… Настал тихий теплый летний вечер, столь редкий в Томске… Природа утешила Сибирь в момент её разлуки с любимым сыном».

### Судьба захоронения

Памятник Г. Н. Потанину на его могиле.
Университетская роща

Похоронен в ограде Иоанно-Предтеченского женского монастыря, вблизи Успенского собора которого с начала XX века сложилась традиция хоронить умерших учёных университета и технологического института. Выросший в этом месте некрополь назывался «профессорским». В 1930-е годы захоронения на кладбище прекратились, и оно постепенно пришло в запустение.
Почти через четверть века, в 1954 году томский геолог и краевед Д. П. Славнин, обеспокоенный планируемой застройкой территории бывшего кладбища, написал письмо академику Владимиру Обручеву, члену последней Тибетской экспедиции Потанина, а также в редакцию «Литературной газеты». Академия наук в ответ на запрос газеты направила Томскому облисполкому письмо с просьбой перенести прах учёного в другое место. Разрешение перезахоронить было получено в 1956 году, и тогда же останки Григория Потанина были перенесены в Университетскую рощу ТГУ. 25 июня 1958 года над новой могилой на мраморном постаменте был установлен отлитый из чугуна бюст Г. Н. Потанина, автор памятника — известный томский скульптор С. И. Данилин.

## Награды, звания
- 1886 — удостоен высшей награды Императорского Русского географического общества — Золотой Константиновской медали.
- 1888 — Высочайшим указом императора Всероссийского Александра III, — назначена пожизненная пенсия — 800 рублей.
- 1905 — удостоен звания Почётный член Совета Томского технологического института (1905).
- 1915 — удостоен звания Почётный гражданин Томска.
- 1918 — удостоен звания Почётный гражданин Сибири постановлением Административного совета Временного Сибирского правительства[38]

## Труды
- Потанин Г. Н. Урга // Всемирная иллюстрация : журнал. — 1891. — Т. 46, № 1178. — С. 131—133.
- Потанин Г. Н. Материалы для истории Сибири / собрал Г. Н. Потанин; изд. Императ. о-ва истории и древностей рос. при Моск. ун-те. — Москва : В Унив. тип. (Катков и Ко), 1867
- Потанин Г. Н. Очерки северо-западной Монголии: результаты путешествия, исполн. в 1876—1877 гг. по поручению Императ. Рус. геогр. о-ва чл.- сотрудником Г. Н. Потаниным. В четырёх томах. — СПб.: Тип. В. Киршбаума, 1881—1883 (Вып. I; Вып. II; Вып. III; Вып. IV)
- Потанин Г. Н. Тангутско-тибетская окраина Китая и центральная Монголия. — 1893
- Потанин Г. Н. Областническая тенденция в Сибири. — Томск, 1907 (Основная работа Потанина по областничеству) (в РГБ)
- Потанин Г. Н. Пи-Лин-Сы. (Отрывок из путевых заметок о северо-восточном Тибете). Архивировано 24 июля 2014 года. // Исторический вестник, 1892. — Т. 48. — № 5. — С. 390—405.
- Потанин Г. Н. Восточные мотивы в средневековом европейском эпосе. — М., 1899.
- Потанин Г. Н. Монгольское сказание о Гэсэр-хане. К вопросу о происхождении русских былин // Вестник Европы, 1890, сентябрь, книга № 9, с.121-158.
- Потанин Г. Н. Монгольское сказание о Гэсэр-хане. — Б.м., Б.г
- Потанин Г. Н. Путешествия Г. Н. Потанина по Монголии, Тибету и Китаю : с 48 рис., портр. и картой / обраб. По подлин. его соч. М. А. Лялиной. — Изд. 2-е, просм. и доп. авт., с его предисл. — Санкт-Петербург : Изд. А. Ф. Девриена (Тип. Акционер. о-ва тип. дела в СПб.), [1912?]
- Потанин Г. Н. Сага о Соломоне. Восточные мотивы к вопросу о происхождении саги. — Томск, 1912.
- Потанин Г. Н. Ерке. Культ сына неба в Северной Азии. Материалы к турко-монгольской мифологии. — Томск, 1916.

Переиздания работ
- Потанин Г. Н., Потанина А. В. Сибирь. Монголия. Китай. Тибет. Путешествия длиною в жизнь. — М.: Эксмо, 2014. — 464 с. — (Великие путешествия). — 4000 экз. — ISBN 978-5-699-73059-9.
- Пространство Северного Казахстана и Сибири в исторической ретроспективе XVIII в.: (по документальным публикациям Г. Н. Потанина) / сост. Н. М. Дмитриенко, Т. В. Родионова; науч. ред. Э. И. Черняк ; Томский гос. ун-т. — Томск : Издательство Томского университета, 2013. 314 с.
- Потанин Г. Н., Подгорбунский И. А. Каталог буддийской выставки в Иркутске / публ. И. А. Голева // Музееведческое наследие Северной Азии. Вып. 2: Труды музееведов последней трети XIX — первых десятилетий XX века / Н. М. Дмитриенко, Э. И. Черняк, А. Д. Дементьев. — Томск: Изд-во Том. ун-та, 2019. — 252 с.

## Семья
Первая жена (1874—1893; брак бездетный) — Александра Викторовна Потанина, урождённая Лаврская (1843—1893). Родилась 25 января 1843 года в Горбатове Нижегородской губернии в семье священника В. Н. Лаврского. Участвовала в качестве этнографа и художника в ряде экспедиций, возглавляемых её супругом Г. Н. Потаниным. Одна из первых русских женщин, принятых в члены Императорского Русского географического общества.
Вторая жена барнаульская поэтесса Мария Георгиевна Васильева (1863—1943), брак заключен в 1911 г.

## Память
Именем учёного и общественного деятеля Г. Н. Потанина названы:
- Хребет в одной из горных систем западного Китая — в Наньшане.
- Ледник в горном узле Таван-Богдо-Ула на Алтае (1905)[39].
- Астероид № 9915, первоначальное обозначение: 1977 RD2 (1977).
- Посёлок городского типа Потанино в Челябинской области[источник не указан 2020 дней].
- Улица в сибирских городах России: в Томске, Новосибирске, Омске; в городах Казахстана: в Петропавловске, Алма-Ате, Астане, Семее.
- Школа в селе Чёрном Лебяжинского района Павлодарской области Казахстана (1957)[40].
- Павлодарский областной историко-краеведческий музей (1942)[41].
- Монотипный род цветковых растений семейства Розовые (Rosaceae) Потаниния (Potaninia Maxim.) и единственный его вид — Потаниния монгольская (Potaninia mongolica) низкорослых кустарников с мелкими цветками, распространённых в Монголии и Китае (1881).

- Adenophora potaninii Korsh.
- Aconitum potaninii Kom.
- Allium potaninii Regel
- Amitostigma potaninii Ivanova
- Amygdalus potaninii Batalin
- Astragalus potaninii Kom.
- Berberis potaninii Maxim.
- Berteroa potaninii Maxim.
- Betula potaninii Batalin
- Calligonum potaninii Losinsk.
- Caragana potaninii Kom.
- Clematis potaninii Maxim.
- Corydalis potaninii Maxim.
- Corylus potaninii Bobrov
- Cotoneaster potaninii Pojark.
- Cremanthodium potaninii C.Winkl.
- Delphinium potaninii Huth
- Dioscorea potaninii Prain & Burkill
- Euphorbia potaninii Prokh.
- Eutrema potaninii Kom.
- Festuca potaninii Tzvelev & E.B.Alexeev
- Glyceria potaninii Tzvelev
- Helictotrichon potaninii Tzvelev
- Hierochloë potaninii Tzvelev
- Hedera potaninii Pojark.
- Impatiens potaninii Maxim.
- Incarvillea potaninii Batalin
- Indigofera potaninii Craib
- Iris potaninii Maxim.
- Juncus potaninii Buchanan
- Juniperus potaninii Kom.
- Jurinea potaninii Iljin
- Larix potaninii Batalin
- Leptodermis potaninii Batalin
- Ligularia potaninii Pojark.
- Lycium potaninii Pojark.
- Onosma potaninii Popov
- Oxytropis potaninii Bunge ex Palib.
- Paeonia potaninii Kom.
- Pedicularis potaninii Maxim.
- Potentilla potaninii Th.Wolf
- Prangos potaninii Schischk.
- Ranunculus potaninii Kom.
- Rhamnus potaninii Ja.Vassiliev
- Rheum potaninii Losinsk.
- Rhododendron potaninii Batalin
- Rhus potaninii Maxim.
- Rosa potaninii Sumnev.
- Salsola potaninii Iljin
- Salvia potaninii Krylov
- Sambucus potaninii J.J.Vassil.
- Sanicula potaninii Bobrov
- Scrophularia potaninii Ivanina
- Senecio potaninii C.Winkl.
- Serratula potaninii Iljin
- Silene potaninii Maxim.
- Stipa potaninii Roshev.
- Symplocos potaninii Gontsch.
- Syringa potaninii C.K.Schneid.
- Tanacetum potaninii Krasch.
- Taraxacum potaninii Tzvelev
- Trapa potaninii V.N.Vassil.
- Vitis potaninii Maxim.
- Zygophyllum potaninii Maxim.